# Моргенштерн, Оскар
Оскар Моргенштерн (нем. Oskar Morgenstern; 24 января 1902, Гёрлиц, Германия — 26 июля 1977, Принстон) — американский экономист немецкого происхождения, один из создателей теории игр.

## Биография
Учился в Венском университете. Доктор Венского университета (1925). В 1928—1938 годах профессор Венского университета. Директор Австрийского института изучения деловых циклов (1931—1938). В 1938 году во время аншлюса Австрии находился в Принстонском университете и принял решение остаться в США. Преподавал в Принстонском университете до 1970 года.
Входил в Венский кружок. Близкий друг Курта Гёделя. Гражданин США с 1944 года. Был женат на Дороти Янг (1946).

## Основные произведения
- Нейман Дж. фон, Моргенштерн О. Теория игр и экономическое поведение. — М.: Наука, 1970 (англ. Theory of Games and Economic Behaviour, 1944).
- Моргенштерн О. О точности экономико-статистических наблюдений. — М.: Статистика, 1968. — 293 с. (англ. On the accuracy of economic observations, 1950).
- Грэнджер К., Моргенштерн О. Предсказуемость цен фондового рынка (англ. Predictubilily of Stock Market Prices, 1970).